# Rama Kumilgo
Rama Kumilgo (* 18. August 1999) ist eine ehemalige Leichtathletin aus Papua-Neuguinea, die sich auf den Langstreckenlauf und den Hindernislauf spezialisiert hat. 2015 wurde sie Ozeanienmeisterin im 3000-Meter-Hindernislauf.

## Sportliche Laufbahn
Erste Erfahrungen bei internationalen Meisterschaften sammelte Rama Kumilgo im Jahr 2015, als sie bei den Jugendozeanienmeisterschaften in Cairns in 7:13,18 min die Goldmedaille über 2000 m Hindernis gewann. Nur wenige Tage darauf siegte sie in 11:10,48 min über 3000 m Hindernis bei den Ozeanienmeisterschaften ebendort. Daraufhin siegte sie in 11:26,51 min auch bei den Pazifikspielen in Port Moresby und sicherte sich dort zudem in 18:23,83 min die Silbermedaille im 5000-Meter-Lauf hinter Sharon Firisua von den Salomonen. Im Jahr darauf beendete sie dann jedoch ihre aktive sportliche Karriere im Alter von nur 16 Jahren.

## Persönliche Bestzeiten
- 5000 Meter: 18:23,83 min, 13. Juli 2015 in Port Moresby
- 3000 m Hindernis: 11:10,48 min, 10. Mai 2015 in Cairns (Landesrekord)